# Église Saint-Epvre de Contrexéville
L'église catholique romaine de Saint-Epvre est située à Contrexéville dans le canton de Vittel, dans le département des Vosges en France. Le clocher est inscrit au titre des monuments historiques par arrêté du 3 mars 1926 .

## Histoire
La partie la plus ancienne de l'église est la tour du chœur du XIIe siècle, à laquelle une abside rectangulaire a été ajoutée à l'origine à l'est. L'arche gothique murée de l'abside est encore visible à l'extérieur. La nef romane de l'église a été remplacée par un nouveau bâtiment plus grand au XVIe siècle. Celle-ci fut à son tour complètement démolie lorsque l'église, à l'exception de la tour, dut faire place à un nouveau bâtiment en 1774-1777. L'orientation traditionnelle de l'église vers l'est a été abandonnée et le nouveau chœur de l'église a été orienté vers le sud. L'ancienne tour du chœur se dresse aujourd'hui à l'est de la partie nord de l'église. L'ancien chœur voûté à nervures croisées sert de baptistère. 

## Description
Le fragment de retable mettant en scène les douze apôtres, a été mis au jour en 1968. 

### Tableau à la gloire des combattants de 1914-1918
Un ange au centre d'un champ de bataille a les yeux pointant au ciel dans lequel rayonne le buste du Christ. Jeanne d'Arc se positionne en bas à gauche en face de poilus morts dans des tranchées. Un saint légionnaire, peut-être saint Martin de Tours, se situe en bas à droite. Des cocardes tricolores et un poilu qui a reçu une blessure sont portés par un avion qui sont pointés par les yeux de ce saint. 

### Statue Saint-Epvre

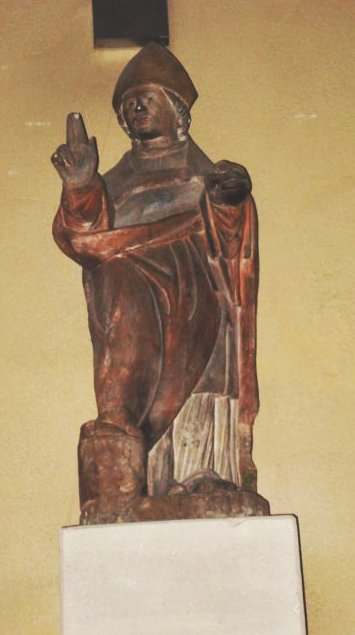
Statue dans le chœur gauche.
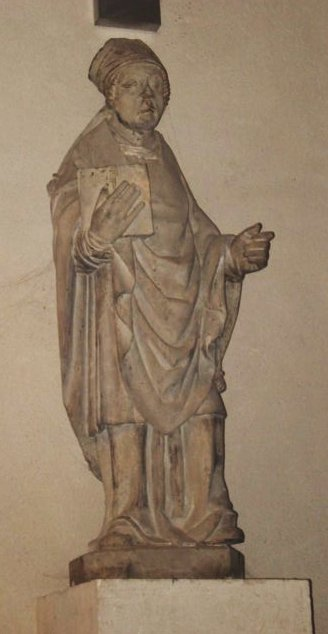
Statue dans la nef gauche.

Datant probablement du XVe siècle, elle est en calcaire taillé et fait 100 cm de hauteur pour 35 cm de largeur.

## Vitraux
Jacques Bony réalise quelque 14 verrières.